# Sagaing
Sagaing (tiếng Miến Điện: စစ္‌ကုိင္‌းမ္ရုိ့; MLCTS: sac kuing: mrui.; dân số ước tính khoảng 300.000) là thành phố chính, thủ phủ của vùng Sagaing ở Myanmar. Thành phố này nằm ở bên bờ sông Ayeyarwady, 20 km về phía tây nam, của Mandalay nằm bên bờ đối diện của con sông.
Sagaing là một trung tâm tôn giáo với các chùa chiền Phật giáo. Thành phố này đã từng là kinh đô của hoàng gia Miến Điện giai đoạn 1760-1764.
Cầu Ava 16 nhịp do người Anh xây nối Sagaing với Mandalay, là một địa điểm tham quan của du khách. Một địa điểm khác gần thành phố này là chuông Mingun được cho là chuông lớn nhất thế giới, trọng lượng 90 tấn. Thành phố này có Viện Giáo dục Sagaing và Cao đẳng Giáo dục Sagaing

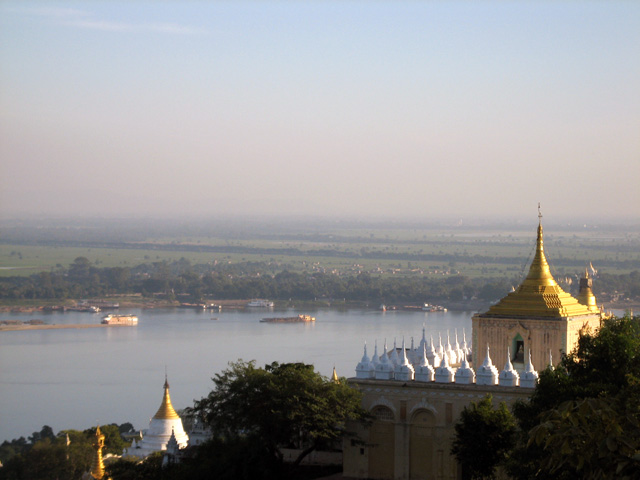
Sông Ayeyarwady nhìn từ đồi Sagaing, Sagaing